# 一二三書房
株式会社一二三書房（ひふみしょぼう、英: HIFUMISHOBO Co.,LTD.）は、日本の出版社。株式会社エディアの子会社。

## 沿革
出典：
- 1951年12月 - 日本電信電話公社の訓練用教材の印刷出版を主な事業として、東京都千代田区神田三崎町2-16に設立。
- 1952年8月 - 東京都千代田区神田3-10へ本店を移転
- 1969年9月 - 郵政省・文部省・厚生省・自治省・農林省の訓練用教材の企画制作印刷を受注。
- 1970年3月 - 「電気通信小六法」の発行を開始
- 1993年 - 「ネットワーク商品販売マニュアル」発行開始
- 1995年5月 - 東京都千代田区飯田橋2-14-2雄邦ビルへ本店を移転
- 1998年9月 - 大阪市に関西営業所を開設。なお、同所は東京本社への業務集中を目的に2010年4月に閉鎖している。
- 2001年9月 - 一般書籍及び自費出版の企画出版を開始
- 2003年 - 「よくわかる図解読本」シリーズ発行開始
- 2004年 - 企業向けWEB版営業ツール提供開始
- 2009年1月 - ゲーム関連図書の出版を主たる目的にオフィス・シックス株式会社を設立
- 2011年4月 - 電子書籍タイプのデジタルマニュアル提供開始
- 2012年
  - 1月 - 「桜ノ杜ぶんこ」を創刊し、ノベル事業へ参入。
  - 4月 - オンラインストア「一二三書房ストア」を開設。

- 2015年
  - 5月 - オトメイト公式のノベライズレーベル「オトメイトノベル」創刊
  - 6月 - Web小説の書籍化レーベル「サーガフォレスト」創刊。

- 2017年2月 - Web小説の書籍化レーベル「オルギスノベル」創刊
- 2018年
  - 4月 - ライトノベルレーベル「ブレイブ文庫」創刊。
  - 7月13日 - 株式会社エディアと資本業務提携契約を締結。同社が発行済株式を66.7％取得し、連結子会社となる
  - 10月1日 - 株式会社エディアの完全子会社となる。
  - 12月 - キャラクター文芸レーベル「一二三文庫」創刊
  - 12月 - SANKYOと共同で漫画レーベル「コミックポルカ」の連載を開始。

- 2019年
  - 8月 - 東京都千代田区一ツ橋2-4-3に本店移転
  - 9月 - オンラインストア「123＠ストア」リニューアル。

- 2020年7月 - アクセルマークよりサービスを移管したオンラインくじ「くじコレ」の運営開始
- 2021年
  - 2月28日 - Web漫画レーベルである「コミックノヴァ」を創刊。
  - 6月 - 法人向けの各種コンテンツ制作受託業務をエディアへ、ゲーム及びアニメ関連グッズの販売業務をティームエンタテインメントへ譲渡。
  - 7月 - ブレイブ文庫「チート薬師のスローライフ」原作のアニメ放送開始
  - 8月 - 小説コンテスト「一二三書房WEB小説大賞」コミックコンテスト「一二三書房マンガ大賞」を開催

- 2022年9月 - 女性向けコミックレーベル「ラワーレコミックス」を創刊。
- 2023年6月 - BL専用の女性向けコミックレーベル「ビアンコ コミックス」を創刊

## 刊行物

### 小説
- サーガフォレスト
- ブレイブ文庫
- 一二三文庫

### コミック
- ポルカコミックス
- ノヴァコミックス
- ラワーレコミックス
- ビアンコ コミックス
- マンガBANGコミックス（発行：Amazia）

### 過去の刊行物
- 桜ノ杜ぶんこ
- オトメイトノベル
- オルギスノベル
- 電気通信小六法

## Webコミック
- コミックポルカ（SANKYOと共同）
- コミックノヴァ

## 映像化作品
| 年     | タイトル                                                 | アニメーション制作           |
| ------ | -------------------------------------------------------- | ---------------------------- |
| 2021年 | チート薬師のスローライフ〜異世界に作ろうドラッグストア〜 | EMTスクエアード              |
| 2023年 | 転生貴族の異世界冒険録〜自重を知らない神々の使徒〜       | EMTスクエアード マジックバス |